# Funktional
Inom matematiken är en funktional en avbildning från ett vektorrum till den underliggande skalärkroppen (till exempel de reella eller komplexa talen).

## Definitioner
Om {\displaystyle V} är ett vektorrum över kroppen {\displaystyle K} är en funktional {\displaystyle f} en avbildning sådan att:
{\displaystyle f:V\to K}
{\displaystyle f} säges vara en linjär funktional om den är en linjär avbildning, d.v.s. följande gäller:
{\displaystyle x,y\in V\ \alpha ,\beta \in K:\ f(\alpha x+\beta y)=\alpha f(x)+\beta f(y)}
En sublinjär funktional är en funktional {\displaystyle p} som uppfyller:
{\displaystyle p(x+y)\leq p(x)+p(y)}
{\displaystyle f} säges vara en begränsad linjär funktional om den är linjär och följande olikhet är uppfylld:
{\displaystyle |f(x)|\leq c\|x\|}
för något positivt reellt tal {\displaystyle c} och alla {\displaystyle x\in V}, då man kan definiera en operatornorm av {\displaystyle f}, som är:
{\displaystyle \|f\|=\sup _{x\in V:\|x\|=1}|f(x)|}

## Dualrum och representationer
Alla linjära begränsade funktionaler för ett vektorrum bildar det så kallade dualrummet för vektorrummet. Rummet som består av alla linjära funktionaler kallas för algebraiska dualen för vektorrummet.
Om vektorrummet är ett Hilbertrum med inre produkten {\displaystyle \langle \cdot ,\cdot \rangle } kan, enligt Riesz representationssats, varje funktional f i dualrummet representeras av ett (fixt) element {\displaystyle x_{f}} i Hilbertrummet, så att:
{\displaystyle f(x)=\langle x,x_{f}\rangle }
och f och {\displaystyle x_{f}} får samma norm:
{\displaystyle \|f\|=\|x_{f}\|}

## Exempel

### Normer
Normen på ett vektorrum är en funktional. Den är dock ej linjär, men sublinjär.

### Skalärprodukten
Den vanliga skalärprodukten på ett inre produktrum med en av vektorerna konstant är en linjär begränsad funktional.

### Determinanter
Determinanten för alla kvadratiska matriser av storlek {\displaystyle n} är en funktional på rummet av alla matriser av storlek {\displaystyle n}.

### Integraler
En integral på ett intervall {\displaystyle [a,b]} kan ses som en linjär funktional {\displaystyle f} på funktionsrummet av alla kontinuerliga envariabelfunktioner, betecknat {\displaystyle C[a,b]}, dvs:
{\displaystyle f(x)=\int _{a}^{b}x(t)\,dt}
{\displaystyle x(t)} är alltså ett element i {\displaystyle C[a,b]}. {\displaystyle f} är en linjär begränsad funktional med operatornorm:
{\displaystyle \|f\|=b-a}
Vilket kan inses om vi använder följande norm på {\displaystyle C[a,b]}:
{\displaystyle \|x(t)\|=\max _{t\in [a,b]}|x(t)|}
Vi kan alltså skriva:
{\displaystyle |f(x)|=|\int _{a}^{b}x(t)\,dt|\leq (b-a)\max _{t\in [a,b]}|x(t)|=(b-a)\|x\|}
Detta ger (med operatornormsdefinitionen ovan):
{\displaystyle \|f\|=\sup _{x\in V:\|x\|=1}|f(x)|\leq \sup _{x\in V:\|x\|=1}(b-a)\|x\|=b-a}
För operatornormer gäller att: {\displaystyle |f(x)|\leq \|f\|\|x\|} så att:
{\displaystyle \|f\|\geq {\frac {|f(x)|}{\|x\|}}}
Om vi väljer {\displaystyle x_{0}=1}, så att {\displaystyle \|x_{0}\|=1} får vi med ovanstående formel att:
{\displaystyle \|f\|\geq f(x_{0})=\int _{a}^{b}\,dt=b-a}
Så att {\displaystyle b-a\leq \|f\|\leq b-a} och alltså måste {\displaystyle \|f\|=b-a}.